# Your Mother Should Know
«Your Mother Should Know» (с англ. — «Твоя мать должна знать») — песня группы «Битлз», выпущенная в альбоме Magical Mystery Tour (альбом вышел 27 ноября 1967 года в США в виде отдельного диска, тогда как в Великобритании альбом вышел в виде двух мини-альбомов 8 декабря того же года). Песня написана Полом Маккартни (приписана Леннону и Маккартни).

## В фильме «Волшебное загадочное путешествие»
По словам Маккартни, он написал данную песню просто как музыкальный номер для фильма «Волшебное загадочное путешествие». В фильме песня звучит в финальном эпизоде, где участники группы спускаются с большой лестницы в белых смокингах. На смокингах Джона Леннона, Джорджа Харрисона и Ринго Старра видны красные гвоздики, тогда как гвоздика Пола Маккартни — чёрная (этот эпизод добавил пищи для размышлений в связи с легендой о смерти Пола Маккартни).
Данный эпизод был спародирован Альфредом Янковичем в фильме «UHF».

## Запись песни
Песня была записана в течение четырёх сессий: 22, 23 августа, 16 и 29 сентября 1967 года. Записи от 16 сентября остались неиспользованными, поэтому дополнительные записи были наложены на лучший дубль от 22 августа. Студийное микширование тоже проходило в несколько этапов: 30 сентября, 2 октября и 7 ноября 1967 года.
Первая сессия состоялась 22 августа в Chappell Recording Studios на Мэддокс-Стрит, поскольку привычная для группы студия Эбби-Роуд в тот день была занята. 22 августа было записано восемь дублей базового трека (Маккартни исполнял партию на фортепиано, а Ринго Старр играл на ударных). К восьмому дублю Маккартни записал два голосовых трека, в результате сведения которых был создан «сырой» микс, использовавшийся для работы над фильмом «Волшебное таинственное путешествие». На следующий день (23 августа) в этой же студии состоялась вторая сессия записи песни. Сначала был создан промежуточный микс, чтобы позволить добавить больше наложений; этот микс (пронумерованный как дубль девять), свёл две дорожки с вокалом Пола Маккартни в одну, а партии фортепиано и ударных — в другую. Затем были записаны ещё две дорожки с подголосками и партия ритм-гитары. Сессия от 23 августа стала последней для менеджера «Битлз» Брайана Эпстайна (он присутствовал на сессии, а скончался 27 августа 1967 года).
16 сентября группа вернулась к работе над песней, было записано одиннадцать новых дублей. Дубль под номером 27 был позже выпущен в составе альбома Anthology 2 в 1996 году. 29 сентября было решено отвергнуть записи от 16 сентября и доработать песню на основе ещё августовских записей. Было сделано три промежуточных микса из девятого дубля, пронумерованных как дубли 50-52. Маккартни добавил партию бас-гитары на третью дорожку 52-го дубля, а Леннон — партию органа Хаммонда. В ту же сессию был создан первый грубый моно-микс, обозначенный номером 20. При его создании использовалась более быстрая, чем обычно, протяжка магнитофонной ленты, из-за чего запись звучала медленней (данный микс впоследствии не использовался). Дальнейшие сессии по микшированию песни состоялись 30 сентября, 2 октября и 7 ноября 1967 года.
В записи участвовали:
- Пол Маккартни — вокал, подголоски, бас-гитара, фортепиано
- Джон Леннон — подголоски, орган Хаммонда
- Джордж Харрисон — подголоски, гитара
- Ринго Старр — ударные, бубен